# Jättenysrot
Jättenysrot (Veratrum californicum) är en art i familjen nysrotsväxter. Den förekommer naturligt västra och sydcentrala USA. Arten odlas ibland som trädgårdsväxt i Sverige. 

## Synonymer
var. californicum
- Veratrum eschscholtzii var. watsonii Baker
- Veratrum jonesii A. Heller
- Veratrum speciosum Rydberg
- Veratrum tenuipetalum A. Heller

var. caudatum (A. Heller) C. L. Hitchcock 
- Veratrum caudatum A. Heller